# Epicauta rufidorsum
Epicauta rufidorsum is een keversoort uit de familie van oliekevers (Meloidae). De wetenschappelijke naam van de soort is voor het eerst geldig gepubliceerd in 1777 door Goeze.